# Always (西野加奈單曲)
《Always》為日本歌手西野加奈於2012年11月7日發行的第19張單曲。

## 解說
- 與前作《GO FOR IT!!》相隔約5個月的單曲。2012年第4彈單曲。
- 初回仕様盤封入特別封面及貼紙。
- 標題曲〈Always〉為本人代言的SONY頭戴式耳機「MDR-1系列」的廣告曲。B面曲〈Happy Song〉則為SONYWalkmanF800系列廣告曲。

## 發行版本
- CD ONLY【初回仕様盤】
- CD ONLY【通常盤】

## 曲目
全作詞：西野加奈
1. Always [5:18]
作曲：Ryo Nakamura, Yoo Nakamura 編曲：Pochi
  - SONY 頭戴式耳機「MDR-1系列」廣告曲
2. Happy Song [4:35]
作曲・編曲：FAST LANE
  - SONY WALKMAN「F800系列」廣告曲
3. Love you, Miss you [4:03]
作曲：DJ Mass(VIVID Neon*),Hiroshi Yoshida,hiro:n,Kyoko Osaka,ENVIE

## 外部連結
- WALKMAN® 特設網站「Play You.」